# Герб Миасса
Герб Миасса — опознавательно-правовой знак, составленный в соответствии с геральдическими правилами и являющийся основным символом местного самоуправления и городского статуса Миасса и Миасского городского округа Челябинской области. Принят решением Миасской городской Думы в 2002 году; внесён в Государственный геральдический регистр Российской Федерации под регистрационным номером 1043.

## Описание
Геральдическое описание (блазон) гласит:
В лазоревом поле на золотых скалах с обрывом справа идущий, с поднятой левой ногой, золотой лось, наклонивший голову
Герб города Миасса может воспроизводиться с Орденской лентой Трудового Красного Знамени.
Идея герба — Сергей Алексеев (Миасс), геральдическая доработка — Константин Мочёнов (Химки), обоснование символики — Галина Туник (Москва), компьютерный дизайн — Сергей Исаев (Москва).

## Символика
Все фигуры герба — золотые лось, скалы, лазоревое поле отражают исторические, географические и социально-экономические особенности города Миасса, огромный вклад которого в экономическое, культурное, духовное развитие Челябинской области имеет немаловажное значение.
Город Миасс возник в 1773 году в связи с основанием медеплавильного завода на базе открытого Миасского месторождения медных руд. Богатейшие на Урале золотые россыпи, обнаруженные в XIX веке в долине реки Миасс, способствовали экономическому развитию города, превратив Миасс в центр золотодобывающей промышленности. Дальнейшее развитие города связано с автомобилестроением, горнодобывающей, легкой и пищевой отраслями промышленности, железнодорожным транспортом.
Современный облик Миасса определяют Государственный ракетный центр им. В.П. Макеева, Уральский автомобильный завод и ряд других крупных промышленных предприятий. Сегодня Миасс — город областного подчинения, крупный индустриальный и культурный центр.
Основная фигура герба — золотой лось — животное, символизирующее свободу, независимость и достоинство, аллегорически показывает готовность идти вперёд, преодолевая трудности и препятствия.
Скалы показывают Уральские горы, соединившие Европу и Азию, их красоту, величие, богатство недр, а также единственный в мире минералогический Ильменский заповедник.
Золото — символ высшей ценности, богатства, величия, постоянства, прочности, силы, великодушия, интеллекта и солнечного света.
Лазоревое поле указывает на реку Миасс, давшую название городу, а также многочисленные озёра, расположенные вокруг Миасса, в районе которых находится зона отдыха горожан, дополняя содержание герба.
Лазурь в геральдике ассоциируется с водой, чистым небом и означает мышление, добродетель, чистоту.
Герб обрамлён Орденской лентой Трудового Красного Знамени: этой высокой наградой город Миасс награждён за заслуги в хозяйственном и культурном строительстве, и значительный вклад в обеспечение победы над немецко-фашистскими захватчиками в Великой Отечественной войне (Указ Председателя Президиума ВС СССР от 5 мая 1982 года).

## История

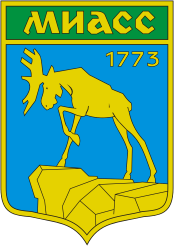
Герб 1992 года

Герб Миасса был разработан и неофициально использовался в советское время. Однако официально этот герб был утверждён только в постсоветское время. Первый герб Миасса утверждён совместным решением главы города и Малого Совета Миасского городского Совета народных депутатов №92 23 января 1992 года, автор проекта — дизайнер Георгий Ветошкин. Описание (автор описания Сергей Алексеев): «Герб представляет собой щит с изображением лося, стоящего на каменистом откосе на фоне голубого неба. В верхней части щита на отдельном голубом поле высечено название города — „Миасс“. В правой верхней части фона, окружающего лося, расположен год основания города. Лось символизирует державность уральского города. Скалистый грунт под ногами животного говорит о возрасте края. Композиционное решение герба основано на контрасте двух начал — одушевлённого и неодушевлённого. Подобным образом выполнено цветовое решение герба. Основной цвет светло-голубой — несёт информацию о чистоте атмосферы. Более плотный цвет — голубой — символизирует водные богатства озёрного края. Изображение лося присутствует в наскальных рисунках, на стенах пещер в окрестностях Миасса».
19 апреля 2001 года решением №6 «О символике муниципального образования „город Миасс“» утверждена новая редакция описания герба: «Герб представляет собой стилизованное изображение вознёсшегося на каменную скалу лося и цифрового сопровождения надписи „1773“ на голубом фоне. Текстовое сопровождение надписи „Миасс“ на зелёном фоне. Отношение ширины герба к его высоте — 2:3».
Современный герб Миасса доработан Союзом геральдистов России и утверждён Решением городского Совета депутатов № 17 от 25 октября 2002 года.
В связи с изменением статуса муниципального образования Решением Собрания депутатов Миасского городского округа от 28 сентября 2007 года №28 в Решение о гербе от 25.10.2002 г. внесены изменения: слова „город Миасс“ заменены на „Миасский городской округ“.